# Callipo Sport 2010-2011

## 2009-2010
La rosa 2010/11 sarebbe dovuta essere quella che avrebbe posto la base per una continua crescita, il progetto venne affidato a Vincenzo Di Pinto tecnico proveniente da Perugia reduce dalla vittoria europea della Challenge Cup: con lui a Vibo arrivano il palleggiatore Coscione (Forlì), gli schiacciatori Anderson (Hyunday Skywalkers) e Rivera (Patrasso), il centrale Nikolov (CSKA Sofia) e il libero Fanuli (Perugia), vennero inoltre confermati l'opposto Simeonov e il centrale Barone.
Il campionato si è concluso con la 9ª posizione e la mancata qualificazione ai playoff scudetto per un solo punto; la squadra, qualificatasi alla final eight di Coppa Italia, venne eliminata ai quarti dalla più quotata Lube Macerata.
| \| Allenatore: Vincenzo Di Pinto \| \| \| \| \| Nome \| Naz. sport. \| Nome \| Naz. sport. \| \| Palleggiatori \| \| \| \| \| 22 Manuel Coscione \| Italia \| 9 Martin Kindgard \| Italia \| \| Centrali \| \| \| \| \| 14 Rocco Barone \| Italia \| 5 Luka Šuljagić \| Montenegro \| \| 18 Nikolay Nikolov \| Bulgaria \| 0 Vito Iurlaro \| Italia \| \| Schiacciatori-laterali \| \| \| \| \| 1 Josè Rivera Caamano \| Porto Rico \| 7 Matthew Anderson \| Stati Uniti \| \| 12 Metodi Ananiev \| Bulgaria \| 4 Giuseppe Feroleto \| Italia \| \| Opposti \| \| \| \| \| 11 Vencislav Simeonov \| Italia \| 10 Arpad Baroti \| Ungheria \| \| Liberi \| \| \| \| \| 15 Fabio Fanuli \| Italia \| 8 Antonio Ferraro \| Italia \| Note: | Simeonov · # 11 Nikolov · # 18 Anderson · # 7 Rivera · # 1 Barone · # 14 Coscione · # 2 Fanuli · # 15 |                     |             |
| Allenatore: Vincenzo Di Pinto | |                     |             |
| Nome | Naz. sport.                                                                                           | Nome                | Naz. sport. |
| Palleggiatori | |                     |             |
| 22 Manuel Coscione | Italia                                                                                                | 9 Martin Kindgard   | Italia      |
| Centrali | |                     |             |
| 14 Rocco Barone | Italia                                                                                                | 5 Luka Šuljagić     | Montenegro  |
| 18 Nikolay Nikolov | Bulgaria                                                                                              | 0 Vito Iurlaro      | Italia      |
| Schiacciatori-laterali | |                     |             |
| 1 Josè Rivera Caamano | Porto Rico                                                                                            | 7 Matthew Anderson  | Stati Uniti |
| 12 Metodi Ananiev | Bulgaria                                                                                              | 4 Giuseppe Feroleto | Italia      |
| Opposti | |                     |             |
| 11 Vencislav Simeonov | Italia                                                                                                | 10 Arpad Baroti     | Ungheria    |
| Liberi | |                     |             |
| 15 Fabio Fanuli | Italia                                                                                                | 8 Antonio Ferraro   | Italia      |

| Allenatore: Vincenzo Di Pinto |             |                     |             |
| Nome                          | Naz. sport. | Nome                | Naz. sport. |
| Palleggiatori                 |             |                     |             |
| 22 Manuel Coscione            | Italia      | 9 Martin Kindgard   | Italia      |
| Centrali                      |             |                     |             |
| 14 Rocco Barone               | Italia      | 5 Luka Šuljagić     | Montenegro  |
| 18 Nikolay Nikolov            | Bulgaria    | 0 Vito Iurlaro      | Italia      |
| Schiacciatori-laterali        |             |                     |             |
| 1 Josè Rivera Caamano         | Porto Rico  | 7 Matthew Anderson  | Stati Uniti |
| 12 Metodi Ananiev             | Bulgaria    | 4 Giuseppe Feroleto | Italia      |
| Opposti                       |             |                     |             |
| 11 Vencislav Simeonov         | Italia      | 10 Arpad Baroti     | Ungheria    |
| Liberi                        |             |                     |             |
| 15 Fabio Fanuli               | Italia      | 8 Antonio Ferraro   | Italia      |

| \| Allenatore: Vincenzo Di Pinto \| \| \| \| \| Nome \| Naz. sport. \| Nome \| Naz. sport. \| \| Palleggiatori \| \| \| \| \| 22 Manuel Coscione \| Italia \| 9 Martin Kindgard \| Italia \| \| Centrali \| \| \| \| \| 14 Rocco Barone \| Italia \| 5 Luka Šuljagić \| Montenegro \| \| 18 Nikolay Nikolov \| Bulgaria \| 0 Vito Iurlaro \| Italia \| \| Schiacciatori-laterali \| \| \| \| \| 1 Josè Rivera Caamano \| Porto Rico \| 7 Matthew Anderson \| Stati Uniti \| \| 12 Metodi Ananiev \| Bulgaria \| 4 Giuseppe Feroleto \| Italia \| \| Opposti \| \| \| \| \| 11 Vencislav Simeonov \| Italia \| 10 Arpad Baroti \| Ungheria \| \| Liberi \| \| \| \| \| 15 Fabio Fanuli \| Italia \| 8 Antonio Ferraro \| Italia \| Note: | Simeonov · # 11 Nikolov · # 18 Anderson · # 7 Rivera · # 1 Barone · # 14 Coscione · # 2 Fanuli · # 15 |                     |             |
| Allenatore: Vincenzo Di Pinto | |                     |             |
| Nome | Naz. sport.                                                                                           | Nome                | Naz. sport. |
| Palleggiatori | |                     |             |
| 22 Manuel Coscione | Italia                                                                                                | 9 Martin Kindgard   | Italia      |
| Centrali | |                     |             |
| 14 Rocco Barone | Italia                                                                                                | 5 Luka Šuljagić     | Montenegro  |
| 18 Nikolay Nikolov | Bulgaria                                                                                              | 0 Vito Iurlaro      | Italia      |
| Schiacciatori-laterali | |                     |             |
| 1 Josè Rivera Caamano | Porto Rico                                                                                            | 7 Matthew Anderson  | Stati Uniti |
| 12 Metodi Ananiev | Bulgaria                                                                                              | 4 Giuseppe Feroleto | Italia      |
| Opposti | |                     |             |
| 11 Vencislav Simeonov | Italia                                                                                                | 10 Arpad Baroti     | Ungheria    |
| Liberi | |                     |             |
| 15 Fabio Fanuli | Italia                                                                                                | 8 Antonio Ferraro   | Italia      |

| Allenatore: Vincenzo Di Pinto |             |                     |             |
| Nome                          | Naz. sport. | Nome                | Naz. sport. |
| Palleggiatori                 |             |                     |             |
| 22 Manuel Coscione            | Italia      | 9 Martin Kindgard   | Italia      |
| Centrali                      |             |                     |             |
| 14 Rocco Barone               | Italia      | 5 Luka Šuljagić     | Montenegro  |
| 18 Nikolay Nikolov            | Bulgaria    | 0 Vito Iurlaro      | Italia      |
| Schiacciatori-laterali        |             |                     |             |
| 1 Josè Rivera Caamano         | Porto Rico  | 7 Matthew Anderson  | Stati Uniti |
| 12 Metodi Ananiev             | Bulgaria    | 4 Giuseppe Feroleto | Italia      |
| Opposti                       |             |                     |             |
| 11 Vencislav Simeonov         | Italia      | 10 Arpad Baroti     | Ungheria    |
| Liberi                        |             |                     |             |
| 15 Fabio Fanuli               | Italia      | 8 Antonio Ferraro   | Italia      |